# Isabella Lund
Isabella Lund är en pseudonym för en anonym svensk sexarbetare och debattör. Lund drev under ett antal år en blogg, som uppmärksammades 2007 då den valdes till årets politiska blogg. På bloggen skrev Lund om prostitution. Enligt egen utsago motarbetade hon fördomar och drev opinion mot sexköpslagen, som hon menade gör livet svårare för dem som prostituerar sig. Förutom bloggen har Lund skrivit tidningsartiklar. Hon har även blivit intervjuad i radio och TV. I TV-intervjuer döljer hon sitt ansikte av rädsla för stigmatisering. Isabella Lund var en av de drivande i Sexsäljares och allierades nätverk i Sverige (Sans).
I september 2007 upphörde Lund helt att skriva online efter att en motdebattör hotat att offentliggöra hennes identitet.